# Dorfromantik (jeu de société)
Pour le jeu vidéo, voir Dorfromantik.
Dorfromantik  est un jeu de société créé par Michael Palm et Luca Zack sorti en 2022 et édité par Pegasus Spiele. Il a remporté le Spiel des Jahres en 2023. C'est une adaptation du jeu vidéo Dorfromantik sorti en 2022 chez Toukana Interactive.

## Présentation
Dorfromantik est un jeu de pose de tuiles coopératif.
Le jeu comporte 2 types de tuiles : des tuiles Paysage (de 6 variétés différentes : eau, rail, bois, villes, champs et prairies) et des tuiles Objectif qui rapportent des points lorsque la contrainte indiquée dessus est respectée (par exemple, la tuile Objectif champ 4 doit se trouver dans un champ de taille 4 pour être validée).
La partie s’arrête lorsqu'il n'y a plus de tuiles disponibles. Le but du jeu est de marquer un maximum de points.
Il s'agit d'un jeu en campagne qui comporte donc des enveloppes qui dévoilent de nouveaux éléments de jeu (nouvelles tuiles, nouvelles cartes, pions spéciaux) à chaque nouvelle partie.

## Fonctionnement
Chacun son tour, un joueur pige une tuile. Il doit ensuite la placer de façon à ce qu'elle soit adjacente aux autres tuiles sur la table.
Il est possible de placer une tuile adjacente à une tuile qui n'est pas du même type (un village peut être connecté à un pré par exemple).
Une fois la tuile placée, il faut vérifier si un ou plusieurs objectifs ont été complétés. Si tel est le cas, le prochain joueur placera une nouvelle tuile objectif plutôt qu'une tuile terrain, de manière qu'il y ait toujours trois tuiles objectif sur le jeu.
La partie continue comme cela jusqu'à ce que la dernière tuile terrain ait été placée. À ce moment, la fin de la partie est enclenchée et le décompte des points est fait. Le score de l'équipe est déterminé par le nombre d'objectifs réussis.
De plus, certains objectifs permettent de débloquer de nouveaux éléments de jeux, appelés modules, qui s'ajouteront lors des prochaines parties.
Ces éléments sont de petites extensions, qui ajouteront de la complexité et de nouveaux défis pour la prochaine fois. Il s'agit donc d'un jeu évolutif.
Il ne s'agit pas d'un jeu de campagne, puisqu'il est possible à tout moment de retirer ces éléments additionnels, pour revenir au jeu de base.

## Extensions
- Dorfromantik: The Great Mill mini-expension, 2023, (en anglais seulement)

## Récompenses
| Année | Cérémonie          | Catégorie                                         | État        | Références |
| ----- | ------------------ | ------------------------------------------------- | ----------- | ---------- |
| 2022  | Golden Geek Awards | Jeu léger de l'année et Jeu coopératif de l'année | Sélectionné |            |
| 2023  | Spiel des Jahres   | Jeu de l'année                                    | Récompensé  | [ 4 ]      |